# Carmen Sivoli
Carmen María Sivoli es una política venezolana, diputada de la Asamblea Nacional por el estado Mérida.

## Carrera
Sivoli fue electa como diputada suplente por la Asamblea Nacional por el estado Mérida para el periodo 2016-2021 en las elecciones parlamentarias de 2015
El 22 de junio de 2017, en las protestas nacionales de ese año, fue herida en una de sus piernas después de recibir un disparo de perdigón en Ejido, en Mérida. Después de las elecciones a la Asamblea Nacional Constituyente, de que allanaran la residencia del alcalde de su municipio, Campo Elías, y que una persona afín al oficialismo la llamara y se lo recomendara, Sivoli salió del país hasta Colombia, desde donde después de trasladó a Buenos Aires, Argentina, donde vivían sus hijos. Sin embargo, expresó su intención de regresar a Venezuela.
Sivoli participó en la sesión extraordinaria de la Asamblea Nacional el 26 de diciembre de 2020 en la que se aprobó la extensión del mandato de la Asamblea.